# Келмецуй (Румунія)
Келмецуй (рум. Călmățui) — село у повіті Галац в Румунії. Входить до складу комуни Гривіца.
Село розташоване на відстані 183 км на північний схід від Бухареста, 42 км на північний захід від Галаца.

## Населення
За даними перепису населення 2002 року у селі проживали 639 осіб. Рідною мовою 638 осіб (99,8%) назвали румунську.
Національний склад населення села:
| Національність | Кількість осіб | Відсоток |
| -------------- | -------------- | -------- |
| румуни         | 517            | 80,9%    |
| цигани         | 122            | 19,1%    |